# 柔口孵非鯽
柔口孵非鯽（学名：Oreochromis placidus placidus），為輻鰭魚綱鱸形目隆頭魚亞目慈鯛科的其中一種，分布於非洲三比西河下游、Pungwe、Buzi河等流域，體長可達35.5公分，棲息在植被生長的水域，生活習性不明，可做為食用魚。